# Naito Yohei
Yohei Naito (内藤 洋平 Naitō Yōhei, sinh ngày 9 tháng 7 năm 1988) là một cầu thủ bóng đá người Nhật Bản.

## Thống kê câu lạc bộ
Cập nhật đến ngày 23 tháng 2 năm 2017.
| Thành tích câu lạc bộ | Thành tích câu lạc bộ | Thành tích câu lạc bộ | Giải vô địch | Giải vô địch | Cúp                   | Cúp                   | Tổng cộng | Tổng cộng |
| Mùa giải              | Câu lạc bộ            | Giải vô địch          | Số trận      | Bàn thắng    | Số trận               | Bàn thắng             | Số trận   | Bàn thắng |
| Nhật Bản              | Nhật Bản              | Nhật Bản              | Giải vô địch | Giải vô địch | Cúp Hoàng đế Nhật Bản | Cúp Hoàng đế Nhật Bản | Tổng cộng | Tổng cộng |
| --------------------- | --------------------- | --------------------- | ------------ | ------------ | --------------------- | --------------------- | --------- | --------- |
| 2011                  | Kyoto Sanga           | J2 League             | 30           | 3            | 1                     | 0                     | 31        | 3         |
| 2012                  | Kyoto Sanga           | J2 League             | 16           | 1            | 0                     | 0                     | 16        | 1         |
| 2013                  | Giravanz Kitakyushu   | J2 League             | 10           | 2            | 0                     | 0                     | 10        | 2         |
| 2014                  | Giravanz Kitakyushu   | J2 League             | 27           | 2            | 4                     | 1                     | 31        | 3         |
| 2015                  | Giravanz Kitakyushu   | J2 League             | 17           | 1            | 1                     | 0                     | 18        | 1         |
| 2016                  | Giravanz Kitakyushu   | J2 League             | 11           | 0            | 1                     | 0                     | 12        | 0         |
| Tổng                  | Tổng                  | Tổng                  | 111          | 9            | 7                     | 1                     | 118       | 10        |